# Famille de Clisson
Pour les articles homonymes, voir Clisson (homonymie).
La famille de Clisson est, avec celles des Rohan et des Laval, une des maisons nobles les plus puissantes du duché de Bretagne au Moyen Âge. Elle doit son nom aux fiefs constitués autour de la cité de Clisson.

## Historique
Elle commence à paraître dans l'histoire en 1061 avec le chevalier Baudri, (Baldricus de Cliciaco, attesté également en 1074, 1075 et 1076). Il occupe une fortification construite probablement vers 1058-1060. Puis sont mentionnés Gaudin (attesté en 1091 et 1111-1112), Giraud (attesté en 1125-1126 et 1132), puis de nouveau un Gaudin (attesté entre 1180/1198 et 1204), devenu seigneur de Clisson en 1196, le premier à porter ce titre. Son fils Guillaume de Clisson « le Jeune », est attesté en 1217. 
Au début de la guerre de Cent Ans, la famille Clisson est alliée au royaume de France, mais pour avoir prétendument comploté avec le roi d'Angleterre, Olivier IV de Clisson, seigneur de Belleville et de Châteaumur, est décapité à Paris le 2 août 1343, sur ordre du roi Philippe VI.
Dès lors Jeanne de Belleville, épouse d'Olivier IV de Clisson, lève des troupes pour s'attaquer aux intérêts français. Menacée sur terre, elle affrète deux navires corsaires avant de rejoindre l'Angleterre où elle est accueillie avec son fils Olivier V de Clisson (1336-1407) par les Anglais et la famille de Montfort du futur duc Jean IV de Bretagne.
Brouillé avec Jean IV de Bretagne après la bataille d'Auray, Olivier V de Clisson devient connétable de France du roi Charles VI, en 1380 en succession de Du Guesclin. Sa fortune et ses seigneuries sont considérables. Durant trente ans il s'oppose au duc de Bretagne, devient régent de la partie gallèse de la Bretagne avant de renouer avec Jean IV de Bretagne. À sa mort le château est transmis à sa fille Marguerite de Clisson.
Celle-ci convoite le titre de duchesse de Bretagne par son mariage avec le comte de Penthièvre, Jean de Blois, fils du duc baillistre de Bretagne, Charles de Blois. Elle parvient à prendre en otage au château de Clisson le duc Jean V de Bretagne, fils de Jean IV, mais, contrainte de le relâcher, elle est dépossédée de ses biens en raison de ce crime de lèse-majesté. La seigneurie de Clisson passe alors entre les mains des ducs de Bretagne.
Béatrix de Clisson, fille aînée d'Olivier V de Clisson, épouse Alain VIII de Rohan. Cette branche connaît un destin florissant jusqu'au XXIe siècle.

## Arbre généalogique
La famille apparaît au XIe siècle, mais sans qu'on puisse en former une généalogie certaine pour les premiers d'entre eux. On y trouve les possesseurs de la seigneurie de Clisson, ainsi que ceux de la seigneurie de La Bénate,.
- Baudri de Clisson (avant 1061 – après 1080)
ép. ?
  - Gaudin Ier de Clisson (avant 1091 – après 1112)
ép. ?
    - Giraud de Clisson (avant 1125 – après 1132)
ép. ?
      - Gaudin II de Clisson (???? – ????)
ép. Eustachie de Chéméré
        - Gaudin III de Clisson (avant 1196 – vers 1205), seigneur de Clisson
ép. ?
          - Guillaume de Clisson « le Jeune » (vers 1175 – avant 1225), seigneur de Clisson
ép. Constance du Pont dite « Constance de Pontchâteau » (vers 1190 – 1244)
            - Olivier Ier de Clisson « le Vieil » (avant 1220 – après 1262), seigneur de Clisson et de Blain
ép. Plaisou de La Roche-Derrien (vers 1202 – après 1269), dame de La Roche-Derrien
              - Jeanne de Clisson (vers 1225 – 1269)
ép. 1) Robert de Beaumanoir (vers 1223 – vers 1264)
ép. 2) Bertrand Gouyon (???? – après 1337)
              - Olivier II de Clisson « le Jeune » (vers 1236 – vers 1298), seigneur de Clisson et de Blain, co-seigneur de Pontchâteau
ép. Aliénor (fille de Guillaume des Roches ?)
                - Guillaume de Clisson (mort avant son père)
ép. Jeanne Marie Bertrand de Bricquebec, dame du Thuit
                  - Guillaume II de Clisson (???? – mort vers 1307), seigneur de Clisson
ép. ?, fille du seigneur de La Roche-Bernard
                  - Catherine de Clisson
ép. (1299) Geoffroy de Rohan
                    - Sans postérité

                  - Olivier III de Clisson (vers 1264 – 1320), seigneur de Clisson, de Blain et du Thuit, baron de Pontchâteau
ép. (1299) Isabeau de Craon (1278 – 30/07/1350)
                    - Olivier IV de Clisson (vers 1300 – 1343), seigneur de Clisson et de Blain, baron de Pontchâteau
ép. 1) (1320) Blanche de Bouville
ép. 2) (1328) Jeanne de Belleville (vers 1300 – 1359), dite « la Lionne de Clisson », « la Lionne Sanglante », « la Tigresse Bretonne », dame de Belleville, de Palluau et de Montaigu
                      - 1> Jean de Clisson (avant 1328 – après 1343)
                        - Sans postérité

                      - 2> Maurice de Clisson
                      - 2> Guillaume de Clisson
                      - 2> Olivier V de Clisson (1336 – 1407), connétable de France (1380), seigneur de Clisson et de Blain, baron de Pontchâteau, vicomte de Porhoët, seigneur de Josselin, de Belleville, de Montaigu, de La Garnache, d'Yerrick et de Beauvoir
ép. 1) (12/02/1361) Catherine de Montmorency-Laval, dame de Villemomble
ép. 2) (vers 1378) Marguerite de Rohan
                        - 1> Béatrix de Clisson (???? – 1448), vicomtesse de Porhoët, dame de Blain, baronne de Pontchâteau
ép. (1407) Alain VIII de Rohan (???? – 1429), vicomte de Rohan, vicomte de Porhoët et seigneur de Blain, seigneur de Noyon-sur-Andelle, de Pont-Saint-Pierre et de Radepont
                        - 1> Marguerite de Clisson, (1366 – 1441), dite « Margot », dame de Clisson, Châteauceaux, Montfaucon et Palluau
ép. (20/01/1387) Jean Ier de Châtillon (???? – 1403), comte de Penthièvre
                          - Olivier de Blois-Châtillon (1404 – 1433), comte de Penthièvre
ép. Jeanne de Lalaing (???? – 1467)

                        - 1> Isabeau de Clisson (???? – 05/04/1343)
ép. Jean Ier de Maison de Rieux (1304 – 07/08/1357), seigneur de Rieux
                        - 1> Jeanne de Clisson, dame de Belleville
ép. Jean Ier Harpedane, seigneur de Montendre et de Belleville, général de l'armée anglaise en Guyenne, connétable d'Angleterre, chambellan du roi Charles VI

                    - Amaury Ier de Clisson (???? – 20/06/1347 à la bataille de La Roche-Derrien), seigneur de La Blandinaye
ép. Isabeau de Remefort, dame de Remefort et de Mortiercrolles
                      - Amaury II de Clisson, seigneur de Remefort
                      - Isabelle de Clisson
ép. (1351) Renaud d'Ancenis, seigneur de Soubs

                    - Gauthier de Clisson (???? – 1342), gouverneur de Brest
                    - Mahaut de Clisson
ép. 1) Guy de Bauçay, seigneur de Chenecé
ép. 2) Savary III de Vivonne, seigneur de Thors

            - Guillaume de Clisson (???? – ????)

          - Gaudin de Clisson (attesté en 1214)

        - Guy de Clisson

      - Aimery de Clisson (???? – après 1216), seigneur de Vue
ép. ?
        - Guillaume de Clisson « le Vieux » (vers 1180 – 1213), seigneur de La Bénate
ép. Flavie de La Bénate (???? – 1212), dame de La Bénate
          - Garsire de Clisson (???? – avant 1213)
          - Pétronille de Clisson (???? – après 1238), dame de La Bénate
ép. 1) (vers 1212) Guillaume Acairies
ép. 2) Olivier de Souché (???? – après 1238), seigneur de Souché, de Port-Saint-Père et de La Bénate
          - Marion de Clisson
          - Aimery de Clisson (???? – avant 1213), seigneur de La Bénate

## Titres
- Seigneurs de Clisson,
- Vicomtes de Porhoët,
- Seigneurs de Blain,
- et de Pontchâteau.

## Blason
| Image | Armes de la famille de Clisson                                                |
| ----- | ----------------------------------------------------------------------------- |
|       | Armes des Clisson De gueules au lion d'argent armé lampassé et couronné d'or. |
|       | Blason, stylé avec ornements extérieurs, d'Olivier V de Clisson.              |
|       | Sceau d'Olivier V de Clisson.                                                 |

## Devise
Pour ce qui me plaist.

## Membres illustres de la famille
- Olivier IV de Clisson, décapité en 1343 sur ordre de Philippe VI
- Marguerite de Clisson, fille cadette d'Olivier V de Clisson et Catherine de Laval, s'oppose à Jean V de Bretagne et prétend placer son fils Jean Ier de Châtillon à la tête du duché

### Les ecclésiastiques
- Simon de Clisson ( † 1285), évêque de Saint-Malo en 1263[réf. nécessaire]

### Les militaires
- Jeanne de Belleville, épouse d'Olivier IV, prend les armes contre le roi de France et devient corsaire.
- Amaury de Clisson, frère d'Olivier IV
- Olivier V de Clisson, connétable de France en 1380

## Châteaux, seigneuries, terres

### Châteaux
- Le château de Clisson.
- Le château de Blain.
- Le château de Josselin.

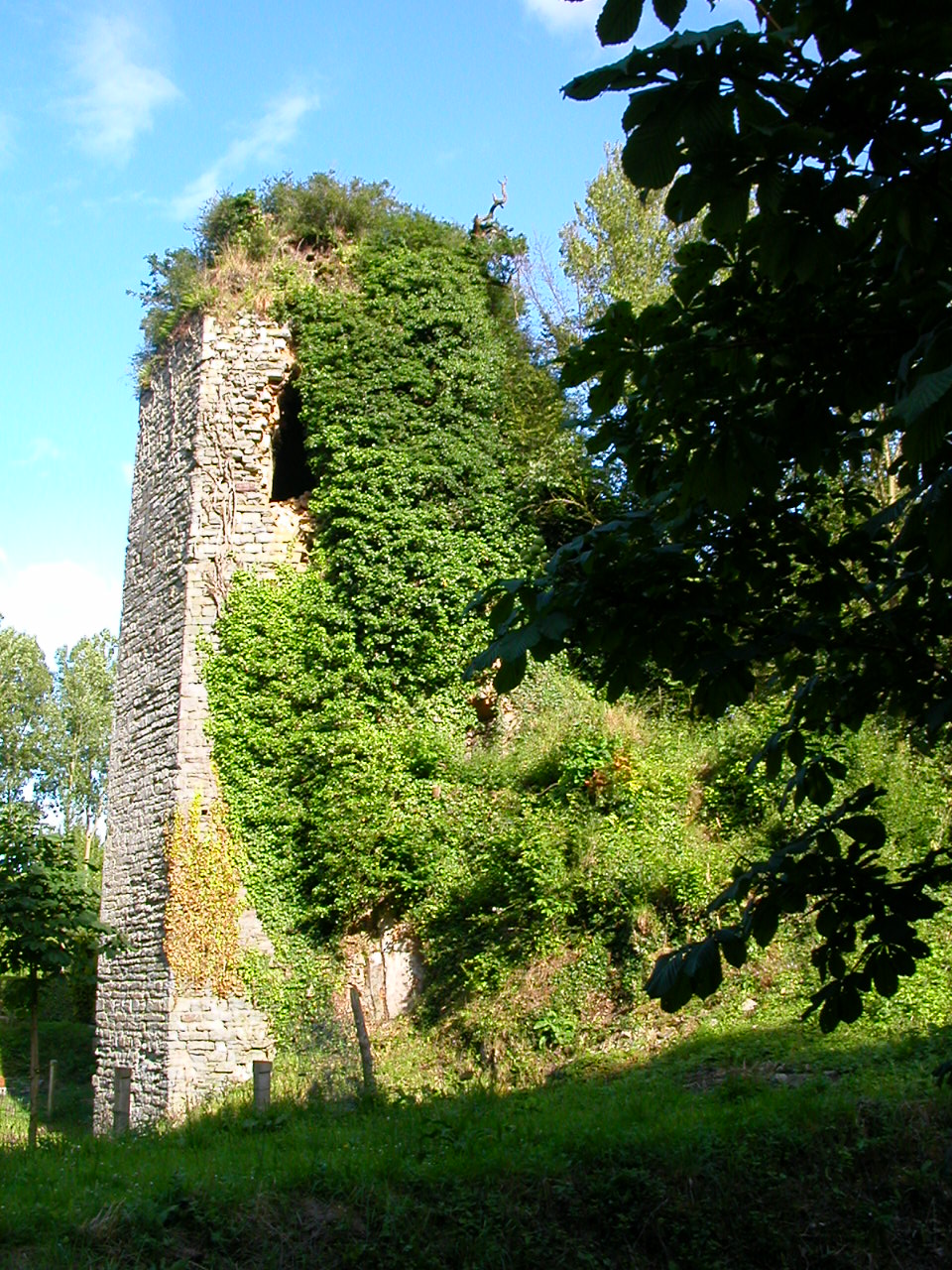
Ruines du château de La Chèze - Donjon.

- Le château du connétable Olivier V de Clisson, à La Chèze, occupé précédemment par Aliénor de Porhoët, dame de La Chèze[14]. Démantelé sur ordre du Cardinal de Richelieu en 1629, ses pierres sont vendues en 1723[14] et servent à construire l'église Saint-Nicolas de Loudéac. Aujourd'hui en ruines, ce lieu est restauré petit à petit et accueille le festival Blues au Château.

### Terres
- Clisson, Porhoët, Blain, Pontchâteau, Belleville, Montaigu, La Garnache, Le Gâvre, L'Épine-Gaudin, Châteauceaux, Châteauguy, Pontcallec, La Roche-Moisan.

## Pour approfondir

#### Ouvrages récents
- Michèle Buteau, La naissance de la fortune d'Olivier de Clisson, Paris, Université de Vincennes, 1970.
- Collectif, Actes du congrès de Clisson de septembre 2003, t. LXXXII, Rennes, société d'histoire et d'archéologie de Bretagne, coll. « Mémoires de la société d'histoire et d'archéologique de Bretagne », 2004, dont les chapitres suivants :
  - Jean-Pierre Brunterc'h, « Les origines de la seigneurie de Clisson du XIe au XIIIe siècle », dans Actes du congrès de Clisson de septembre 2003 (lire en ligne), p. 5-58 ;
  - Frédéric Morvan, « Les seigneurs de Clisson (XIIIe – XIVe siècle) », dans Actes du congrès de Clisson de septembre 2003 (lire en ligne), p. 59-80 ;
  - André Chédeville, « Clisson, naissance et essor d'une agglomération castrale », dans Actes du congrès de Clisson de septembre 2003 (lire en ligne), p. 81-96.

- André Davy, Frères d'armes : Bertrand Du Guesclin et Olivier de Clisson, Paris, Société des écrivains, 2003 (ISBN 978-2-7480-1490-7, OCLC 469969841).
- Yvonig Gicquel, Olivier de Clisson, connétable de France ou chef de parti breton ?, Paris, Jean Picollec, 1981, 329 p. (ISBN 978-2-86477-025-1).
- John-Bell Henneman, Olivier de Clisson et la société politique sous Charles V et Charles VI, Philadelphie, Université de Pennsylvanie.
- Philippe Richard, Olivier de Clisson, connétable de France, grand seigneur breton, Haute-Goulaine, Éditions Opéra, 2007, 96 p., poche (ISBN 978-2-35370-030-1).
- Yann Doucet, Histoire de la vallée de Clisson, Maulévrier, Hérault Éditions, 1992, 292 p. (ISBN 978-2-7407-0040-2, LCCN 94174398).
- Élie Durel, Jeanne de Belleville, corsaire par amour, La Crèche (79), Geste Éditions, 2010, 281 p., poche (ISBN 978-2-84561-597-7, OCLC 588458795).
- Jean-Christophe Cassard, La guerre de succession de Bretagne : dix-huit études, Spézet, Coop Breizh, 2006, 348 p. (ISBN 978-2-84346-297-9, LCCN 2007399516).
- Jean-Louis Flohic et Yvonig Gicquel, Patrimoine du Morbihan, Paris, Flohic Éditions, coll. « Le Patrimoine des communes de France », 1996, 1101 p. (ISBN 978-2-84234-009-4).

#### Ouvrages anciens
- Armand-Désiré de la Fontenelle de Vaudoré, Histoire d'Olivier de Clisson, connétable de France, vol. 1, t. 1-2, Paris, Firmin Didot, père et fils, 1825, 327 p. (lire en ligne).

- Armand-Désiré de la Fontenelle de Vaudoré, Histoire d'Olivier de Clisson, connétable de France, vol. 2, t. 3-4, Paris, Firmin Didot, père et fils, 1826, 340 p. (lire en ligne).

- Hervé du Halgouët (vicomte), Le Porhoët : Le Comté - Sa capitale - Ses seigneurs, Paris, Honoré Champion, 1906, 285 p. (lire en ligne), p. 67-82, Chapitre IV.

- Auguste Lefranc, Olivier de Clisson, connétable de France, Paris, Victor Retaux, 1898, 460 p. (BNF 34154885).

- Arthur Le Moyne de la Borderie, Histoire de Bretagne : de l'an 995 après J.-C. à l'an 1364, vol. 3, Rennes, puis J. Pilhon et L. Hervé, 1899, 622 p. (BNF 34154885, lire en ligne).

- Arthur Le Moyne de la Borderie et Barthélémy-Amédée Pocquet du Haut-Jussé, Histoire de Bretagne : 1364-1515, vol. 4, Rennes, Pilhon et Hommay, 1906, 655 p. (BNF 34154885, lire en ligne).

- Édouard Mennechet, Le Plutarque français, vie des hommes et des femmes illustres de la France, avec leurs portraits en pied : Olivier de Clisson, connétable de France, vol. 2, Paris, De Crapelet, 1835 (lire en ligne).

- Paul de Berthou, Clisson et ses monuments, Nantes, Durance, 1910.